# Idealizm (filozofia)
Idealizm – pogląd, wedle którego świat dostępny ludzkim zmysłom nie jest całością rzeczywistości. Prócz tego wymiaru poznawczego istnieją bowiem byty niematerialne, które są wieczne i niezmienne. Są one dostępne człowiekowi poprzez poznanie drogą rozumowania.

## Pojęcie idealizmu
Idealizm jest pojęciem, które pozostaje w stałej opozycji do materializmu. Filozofia marksistowsko-leninowska określa idealizm jako kierunek filozoficzny głoszący pierwotność ducha, idei w stosunku do materii. Wyrażenie „idealizm”, wzięte w jego znaczeniu filozoficznym, niczego ponad to nie zawiera.

## Główne odmiany idealizmu
Istnieją dwie zasadnicze odmiany filozofii idealistycznej: idealizm obiektywny i idealizm subiektywny. Idealizm obiektywny wychodzi z założenia, że istnieje jakaś nadprzyrodzona, ponadludzka siła duchowa, która określa wszystkie procesy materialne. Ta koncepcja nazywa się idealizmem obiektywnym dlatego, że uznaje niezależne od świadomości ludzkiej istnienie jakiejś „duszy świata”, „światowego ducha”, który stworzył wszystko, co istnieje w przyrodzie i społeczeństwie. Najwybitniejszym przedstawicielem idealizmu obiektywnego był w filozofii starożytnej Platon, a w filozofii nowożytnej – Hegel.
Idealizm subiektywny tym różni się od idealizmu obiektywnego, że sprowadza świat do postrzeżeń utrzymując, jakoby wszystkie przedmioty postrzegane za pośrednictwem naszych zmysłów nie istnieją niezależnie od naszych wrażeń zmysłowych i występują jako kombinacje naszych wrażeń, wyobrażeń. Tak np. idealista subiektywny George Berkeley twierdził, iż rzeczy, które widzimy, postrzegamy, dotykamy, istnieją jedynie w naszych postrzeżeniach zmysłowych.

## Idealizm platoński
Pierwszym znaczącym filozofem głoszącym poglądy idealistyczne był Platon. Punktem wyjścia idealizmu platońskiego było założenie Sokratesa odnoszące się do pojęć: w pojęciach zawarta jest wiedza pewna i bezwzględna. Według Platona idee tworzą odrębny świat. Relacje między nimi są analogiczne do tych, które zachodzą między pojęciami. Podobnie jak sokratejskie pojęcia, idee stanowią swoistą hierarchię: od tych najniższych do najwyższej idei Dobra. Rozpatrując ten problem na gruncie bytu, Platon doszedł do wniosku, iż istnieje tylko jeden byt – Idea. Przyjęcie takiego poglądu spowodowało również inne postrzeganie realności. Dotąd bowiem uznawano realność tylko w rzeczach, Platon zaś stwierdził, że rzeczy są jedynie cieniem idei. Idee są wzorami dla rzeczy. I choć natura świata rzeczy oraz świata idei jest różna, to układ pozostaje ten sam, gdyż porządek świata jest po prostu odzwierciedleniem doskonałego świata idei. Wreszcie zagadnienie tyczące się natury platońskiej idei. Sam filozof odrzucił taką możliwość, że idee są fizyczne. Dowodził, że idee są uczestnikami wielu rzeczy, a w przypadku bytu fizycznego jest to niemożliwe. Zaprzeczył również, że idee są bytem psychicznym. Według tego greckiego filozofa istniały dwa sposoby kategoryzacji idei: jedna w sensie logicznym, druga zaś w kontekście religijnym. Swe wywody argumentował tym, że idee albo są tworzywem idealnym, swoistym wzorcem, albo są rzeczywistością niepojętą dla ludzi, a więc boską.

## Idealizm Plotyna
Koncepcję idei w innym kształcie ukazywał Plotyn, który nauki Platona traktował jako kanwę swych rozważań. Idee według niego są częścią składową absolutu, z którego się wyłoniły, dlatego też nie mogą być najdoskonalsze. Świat idealny, czyli świat ducha, jest uzupełnieniem absolutu, podobnie jak świat psychiczny i materia. Także w kwestii materii Plotyn wykazywał koncepcję idealistyczną. Uważał bowiem, że świat utworzony jest z materii i jej ukształtowania. Ukształtowanie to jest idealnym bytem, który odzwierciedla się w materii, tworząc materialny świat.

## Idealizm empiryczny
Kartezjusz wyznawał idealizm zwany empirycznym. Podzielił on idee na wrodzone, które człowiek dziedziczy, nabyte, które ludzie otrzymują z zewnątrz podczas swojego życia, oraz skonstruowane przez nas samych, które każdy z nas tworzy i im hołduje. Według filozofów sporną kwestią jest istnienie idei wrodzonych. W tej kwestii Kartezjusz zajął stanowisko potwierdzające ich istnienie. Według niego nie są one wynikiem działania na umysł czynników zewnętrznych, są własnością umysłu, jednakże pozostają niezależne od woli. Idee wrodzone charakteryzują się wreszcie jasnością i wyrazistością, gdyż należą do rozumu, więc nie mogą być dla niego niezrozumiałe i ciemne. Ten sposób postrzegania idei wrodzonych nazwano natywizmem. Idee wrodzone według Kartezjusza są przekazywane człowiekowi przez Boga, dlatego też cechuje je stałość, niezawodność i prawdziwość. Tak ujęta koncepcja idei wrodzonych, stojących dodatkowo w opozycji do typowo ludzkich idei nabytych, jest swoistą kontynuacją teorii iluminacji św. Augustyna.

## Spirytualizm
Idealizm propagował też George Berkeley. Idealizm nosił u niego formę spirytualizmu. Aby istniały idee, muszą istnieć umysły, które te idee noszą. Umysły są substancjami, istnieją samodzielnie i są czynne. Bez nich nie mogłyby istnieć idee, jak też nie mogłyby istnieć bez duchów czynnych. Byt idei polega na tym, że postrzegają.

## Idealizm poznawczy
Pogląd epistemologiczny odrzucający możliwość poznania rzeczywistości zewnętrznej wobec umysłu, stanowiący przeciwieństwo realizmu epistemologicznego. Idealizm poznawczy nie istniał w filozofii starożytnej i średniowiecznej, a w filozofii współczesnej nie ma dużego znaczenia. Istniał głównie od XVII do XIX wieku, a jego nowość wobec koncepcji starożytno-średniowiecznych stanowi jeden z głównych powodów grupowania ich we wspólną kategorię filozofii klasycznej.
Według idealistów podmiot poznania nie ma możliwości wykroczenia w aktach poznawczych poza własną sferę immanentną – pogląd taki nazywamy idealizmem immanentnym, lub poznanie nie dotyczy rzeczywistości zewnętrznej wobec umysłu („rzeczy samych w sobie”), ale wyłącznie własnych konstruktów umysłu – pogląd taki nazywamy idealizmem transcendentalnym. Za typowego przedstawiciela idealizmu immanentnego można uznać np. George’a Berkeleya, a za typowego przedstawiciela idealizmu transcendentalnego Immanuela Kanta. W skrajnej postaci idealizm poznawczy zakłada, że nie ma sposobu, aby wyjść poza własne „ja”, a zatem dla każdego, jego świat składa się wyłącznie z niego samego.